# Mariangela Melato
Mariangela Melato (Milaan, 19 september 1941 – Rome, 11 januari 2013) was een Italiaanse actrice.

## Leven en werk

### Afkomst, opleiding en eerste stappen in de toneelwereld
Mariangela Melato werd geboren als de dochter van een verkeersagent en een kleermaakster. Heel vroeg begon ze schilderlessen te volgen waar ze onder meer  posters leerde ontwerpen. Om voordrachtlessen te bekostigen werkte ze als etaleuse voor het bekende grootwarenhuis La Rinascente. In 1960 trad ze toe tot het theatergezelschap van Fantasio Piccoli onder wiens leiding ze haar debuut maakte. Tussen 1963 en 1965 deed ze heel wat ervaring op door mee te spelen in enkele komedies van Dario Fo. In 1967 kreeg ze de kans om te werken onder Luchino Visconti voor een voorstelling van het stuk La Monaca di Monza van Giovanni Testori.

### De jaren zeventig: topperiode als filmactrice
Na enkele bijrollen brak ze in 1971 door in de filmwereld dankzij het met de Gouden Palm bekroonde politiek drama La classe operaia va in paradiso waarin ze de minnares van syndicalist Gian Maria Volonté speelde. Een jaar later bevestigde ze haar talent met haar vertolking van de communistische minnares van Giancarlo Giannini in Lina Wertmüllers satire Mimì metallurgico ferito nell'onore. Wertmüller, met wie ze nog drie fel gesmaakte tragikomedies draaide, was belangrijk voor de verdere uitbouw van haar filmcarrière. Melato wisselde dramatische en komische rollen af en werkte hiervoor meermaals samen met onder anderen Luigi Comencini, Mario Monicelli, Elio Petri, Sergio Citti, Giuseppe Bertolucci en Sergio Corbucci. In de jaren zeventig, haar topperiode, zette ze heel wat karakterrollen neer zoals de revolutionaire in Nada (1974), de inhalige zus in Il gatto (1977), de lesbienne in Dimenticare Venezia (1979) en de jonge moeder die een in Londen in ballingschap levende student achtervolgt omdat ze ervan overtuigd is dat hij de vader van haar zoontje is in Caro Michele (1976).
In eigen land werd ze overladen met belangrijke filmprijzen zoals de David di Donatello en de Nastro d'Argento. Desondanks brachten haar energieke vertolkingen in de succesrijke tragikomedies van Wertmüller haar niet verder dan enkele rollen in door de critici slecht onthaalde Hollywoodfilms zoals Flash Gordon (1980) en So Fine (1981).

### Televisie en toneel
Vanaf het einde van de jaren tachtig legde Melato zich meer en meer toe op haar televisiewerk. Ze hervatte toen ook haar toneelactiviteiten en vertolkte klassieke auteurs zoals William Shakespeare, Tennessee Williams, Eugene O'Neill, Bertolt Brecht en Henrik Ibsen. Voor haar vertolkingen ontving ze meermaals prestigieuze toneelprijzen zoals de Premio Ubu en de Premio Eleonora Duse.

### Privéleven
Ze was vele jaren lang de levenspartner van artistieke duizendpoot Renzo Arbore. Ze verscheen in zijn debuutfilm, de komedie Il pap'occhio.
Begin 2013 overleed Melato op 71-jarige leeftijd aan de gevolgen van alvleesklierkanker.

## Filmografie (selectie)
- 1969: Thomas e gli indemoniati (Pupi Avati)
- 1971: Basta guardarla (Luciano Salce)
- 1971: Per grazia ricevuta (Nino Manfredi)
- 1971: La classe operaia va in paradiso (Elio Petri)
- 1972: Mimi metallurgico ferito nell'onore (Lina Wertmüller)
- 1972: Lo chiameremo Andrea (Vittorio De Sica)
- 1972: La polizia ringrazia (Steno)
- 1973: Film d'amore e d'anarchia (Lina Wertmüller)
- 1974: Travolti da un insolito destino nell'azzurro mare d'agosto (Lina Wertmüller)
- 1974: La poliziotta (Steno)
- 1974: Nada (Claude Chabrol)
- 1975: Di che segno sei? (Sergio Corbucci)
- 1975: L'albero di Guernica (Fernando Arrabal)
- 1976: Caro Michele (Mario Monicelli)
- 1976: Todo Modo (Elio Petri)
- 1977: Casotto (Sergio Citti)
- 1977: La presidentessa (Luciano Salce)
- 1977: Il gatto (Luigi Comencini)
- 1979: Dimenticare Venezia (Franco Brusati)
- 1980: Flash Gordon (Mike Hodges)
- 1980: Oggetti smarriti (Giuseppe Bertolucci)
- 1981: Aiutami a sognare (Pupi Avati)
- 1981: So Fine (Andrew Bergman)
- 1982: Bello mio, bellezza mia (Sergio Corbucci)
- 1982: Il buon soldato (Franco Brusati)
- 1983: Il petomane (Pasquale Festa Campanile)
- 1985: Segreti segreti (Giuseppe Bertolucci)
- 1986: Notte d'estate con profilo greco, occhi a mandorla e odore di basilico (Lina Wertmüller)
- 1987: Dancers (Herbert Ross)
- 1988: Mortacci (Sergio Citti)
- 1992: La fine è nota (Cristina Comencini)
- 1999: Panni sporchi (Mario Monicelli)
- 2001: L'amore probabilmente (Giuseppe Bertolucci)

## Prijzen
- Globo d'oro
  - voor beste vrouwelijke revelatie
    - 1973: Mimì metallurgico ferito nell'onore

  - voor beste actrice
    - 1976: Attenti al buffone, Di che segno sei? en Faccia di spia
- David di Donatello
  - 1972: speciale prijs
  - voor beste actrice 
    - 1975: La poliziotta
    - 1977: Caro Michele
    - 1978: Il gatto
    - 1981: Aiutami a sognare

  - 1984: Targo d'Oro
  - 1984: Gouden medaille van de stad Rome
  - 2000: Targa d'Oro
- Nastro d'Argento voor beste actrice 
  - 1972: La classe operaia va in paradiso
  - 1973: Mimì metallurgico ferito nell'onore
  - 1977: Caro Michele
  - 1979: Dimenticare Venezia
  - 1981: Aiutami a sognare
- 2003: Orde van verdienste

- Bibsys: 8009343
- Biblioteca Nacional de España: XX1538684
- Bibliothèque nationale de France: cb14205861p (data)
- Gemeinsame Normdatei: 172254868
- International Standard Name Identifier: 0000 0001 1936 4224
- Library of Congress Control Number: no97017755
- Nationale Bibliotheek van Letland: 000335603
- Nationale Bibliotheek van Tsjechië: xx0221363
- Nationale bibliotheek van Australië: 35216175
- Nationale Bibliotheek van Israël: 987007321819705171
- Nederlandse Thesaurus van Auteursnamen: 312652267
- Istituto Centrale per il Catalogo Unico: RAVV089556
- Système universitaire de documentation: 092887678
- Virtual International Authority File: 76526015
- WorldCat: E39PBJkXvQ7Jmr4RVj66hMWbh3